# Bodzianske Lúky
Bodzianske Lúky (ungarisch Bogyarét) ist eine Gemeinde im Südwesten der Slowakei mit 177 Einwohnern (Stand 31. Dezember 2024). Sie liegt im Okres Komárno, einem Teil des Nitriansky kraj.

## Geographie

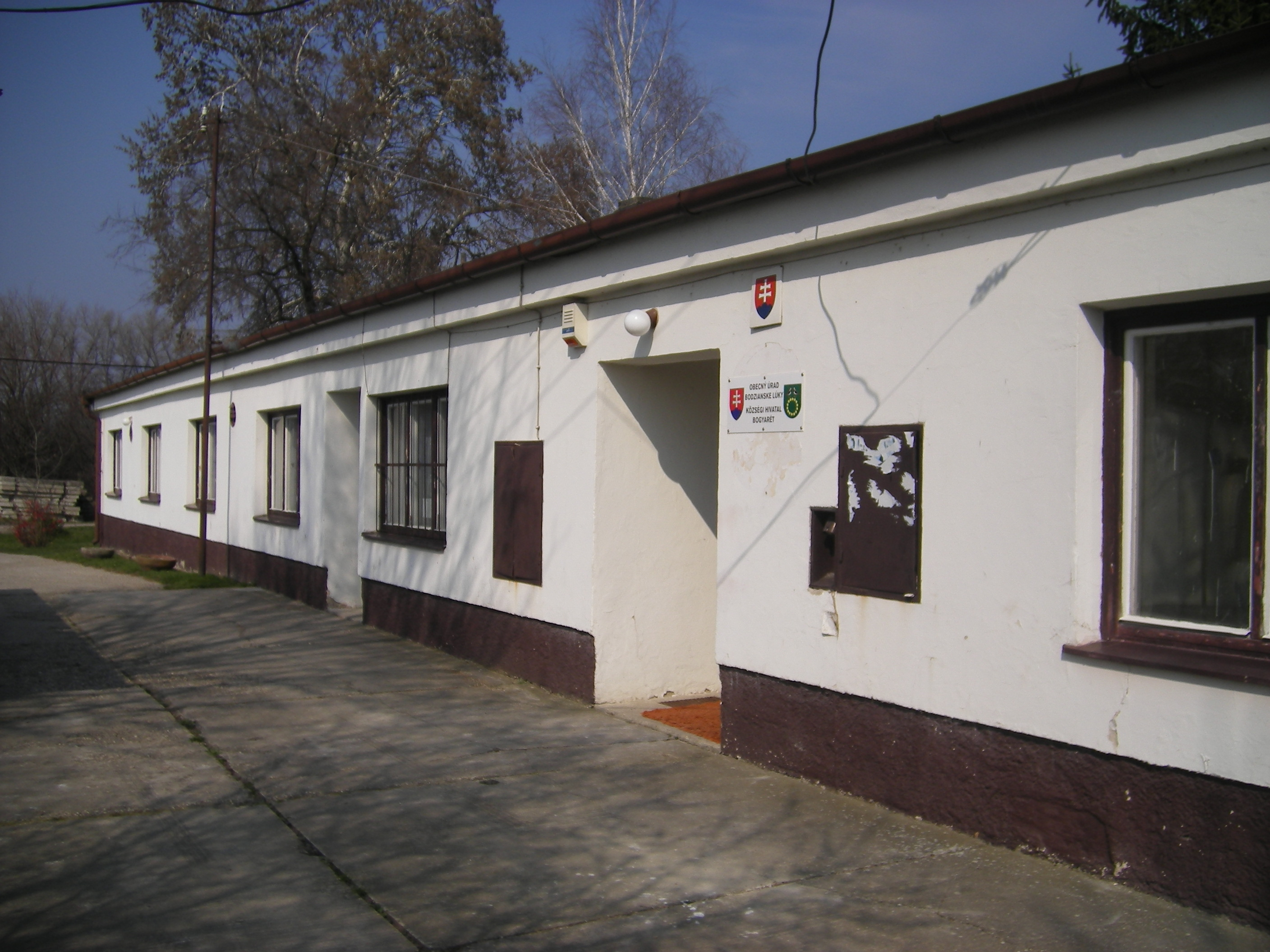
Gemeindehaus von Bodzianske Lúky

Die Gemeinde befindet sich im slowakischen Donautiefland, genauer noch im südlichen Teil der Großen Schüttinsel. Das Ortszentrum liegt auf einer Höhe von 109 m n.m. und ist 14 Kilometer von Veľký Meder sowie 32 Kilometer von Komárno entfernt.
Nachbargemeinden sind Sokolce im Westen und Norden, Kolárovo und Kameničná im Nordosten, Zemianska Olča im Osten und Bodza im Süden.

## Geschichte

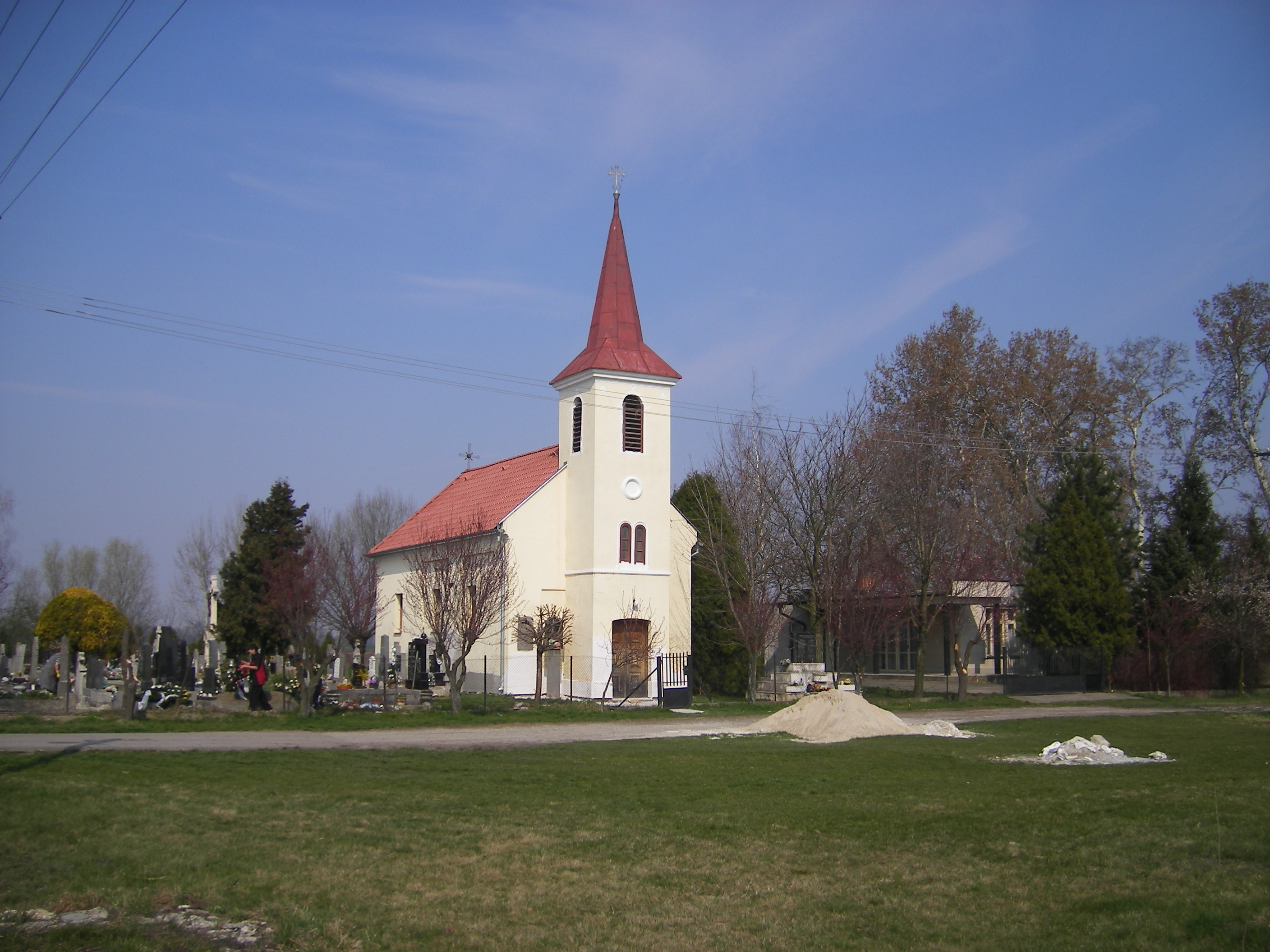
Römisch-katholische Kirche

Die heutige Gemeinde entstand 1990 durch Abspaltung aus der Gemeinde Bodza.
Die ersten Siedler ließen sich hier gegen 1780 nieder.
Bis 1918/1919 gehörte der im Komitat Komorn liegende Ort zum Königreich Ungarn und kam danach zur Tschechoslowakei beziehungsweise heute Slowakei. Infolge des Ersten Wiener Schiedsspruchs war er zwischen 1938 und 1945 noch einmal Teil von Ungarn.

## Bevölkerung
| Jahr                | 1994 | 2004     | 2014     | 2024    |
| ------------------- | ---- | -------- | -------- | ------- |
| Anzahl der Personen | 255  | 223      | 191      | 177     |
| Unterschied         |      | −12,54 % | −14,34 % | −7,32 % |

| Jahr                | 2023 | 2024    |
| ------------------- | ---- | ------- |
| Anzahl der Personen | 175  | 177     |
| Unterschied         |      | +1,14 % |

Gemäß der Volkszählung 2011 wohnten in Bodzianske Lúky 203 Einwohner, davon 186 Magyaren und 14 Slowaken. Drei Einwohner machten keine Angabe zur Ethnie.
166 Einwohner bekannten sich zur römisch-katholischen Kirche und 22 Einwohner zur reformierten Kirche. Sechs Einwohner waren konfessionslos und bei neun Einwohnern wurde die Konfession nicht ermittelt.

## Bauwerke
- römisch-katholische Kirche Maria vom Rosenkranz aus dem Jahr 1889